# Григоровка (Алексеевский сельский совет)
Григо́ровка (укр. Григорівка) — село на Украине, расположенное в Амвросиевском районе Донецкой области. Находится под контролем  Донецкой Народной Республики.

## География
К юго-востоку от села проходит граница между Украиной и Россией.
В Донецкой области имеется ещё 4 одноимённых населённых пункта, в том числе ещё одно село Григоровка в Амвросиевском районе (Многопольский сельский совет), село Григоровка на юге области в Тельмановском районе.

#### Соседние населённые пункты по странам света
С: Степановка, Тараны
СЗ: Сауровка
СВ: Мариновка
З: Семёновское, Кринички
В:  Новопетровское
ЮЗ: Житенко
ЮВ: —
Ю: Алексеевское, Камышеваха

## Население
Население по переписи 2001 года составляло 271 человек.

## Общая информация
Код КОАТУУ — 1420680403. Почтовый индекс — 87342. Телефонный код — 6259.

## Адрес местного совета
87342, Донецкая область, Амвросиевский район, с. Алексеевское, ул.Ленина, 39-3-17